# Xã Vienna, Quận Scott, Indiana
Xã Vienna (tiếng Anh: Vienna Township) là một xã thuộc quận Scott, tiểu bang Indiana, Hoa Kỳ. Năm 2010, dân số của xã này là 10.008 người.